# Gajusz Skryboniusz
Gaius Scribonius – rzymski dowódca w Hiszpanii w czasie walk z Celtyberami w 181 p.n.e.
Gajusz Skryboniusz dowodził oddziałami sprzymierzeńców (praefectus socium) w Hiszpanii w czasie walk z Celtyberami. Brał udział w bitwie pod Aeburą, gdy pretor Hiszpanii Bliższej Kwintus Fulwiusz Flakkus wysłał go z częścią konnicy, by wywabić wojska przeciwnika z obwarowanego obozu i wciągnąć w zasadzkę. Celtyberownie zostali wciągnięci w pułapkę i pobici.

## Źródła
- Tytus Liwiusz: Dzieje Rzymu od założenia miasta. Księgi XXXV-XL. Przełożył Mieczysław Brożek. Wrocław: Ossolineum i Wydawnictwo PAN, 1981. ISBN 83-04-00748-7. Brak numerów stron w książce